# سیارک ۲۳۵۲۸۱
سیارک ۲۳۵۲۸۱ (به انگلیسی: 235281 Jackwilliamson، نامگذاری:2003UV17)۲۳۵۲۸۱مین سیارک کشف شده‌است که در ۱۸ اکتبر ۲۰۰۳ کشف شد.